# Cross Plains (Teksas)
Cross Plains je gradić u američkoj saveznoj državi Teksas. Prema popisu stanovništva iz 2010. u njemu je živjelo 982 stanovnika.